# Char Lakshmi
Char Lakshmi är en ö i Bangladesh. Den ligger i den södra delen av landet, 200 km söder om huvudstaden Dhaka.